# أرنولد غوندرسن
أرنولد غوندرسن (بالإنجليزية: Arnold Gundersen)‏ هو مهندس أمريكي، ولد في 4 يناير 1949 في إليزابيث في الولايات المتحدة.